# Motorrad-Weltmeisterschaft 1991
Die Motorrad-WM-Saison 1991 war die 43. in der Geschichte der FIM-Motorrad-Straßenweltmeisterschaft.
In den Klassen bis 500 cm³ und bis 250 cm³ wurden 15, in der Klasse bis 125 cm³ 13 und bei den Gespannen zwölf Rennen ausgetragen.

## Punkteverteilung
| Punktewertung | Punktewertung | Punktewertung | Punktewertung | Punktewertung | Punktewertung | Punktewertung | Punktewertung | Punktewertung | Punktewertung | Punktewertung | Punktewertung | Punktewertung | Punktewertung | Punktewertung | Punktewertung |
| ------------- | ------------- | ------------- | ------------- | ------------- | ------------- | ------------- | ------------- | ------------- | ------------- | ------------- | ------------- | ------------- | ------------- | ------------- | ------------- |
| Platz         | 1             | 2             | 3             | 4             | 5             | 6             | 7             | 8             | 9             | 10            | 11            | 12            | 13            | 14            | 15            |
| Punkte        | 20            | 17            | 15            | 13            | 11            | 10            | 9             | 8             | 7             | 6             | 5             | 4             | 3             | 2             | 1             |

Die beiden schlechtesten erzielten Resultate kamen nicht in die Wertung.

## 500-cm³-Klasse

### Teams und Fahrer
| Team                          | Hersteller    | Motorrad                     | Nr.            | Fahrer                | Läufe             |
| ----------------------------- | ------------- | ---------------------------- | -------------- | --------------------- | ----------------- |
| Marlboro Team Roberts         | Yamaha        | Yamaha YZR500                | 1              | Wayne Rainey          | 1–14              |
| Marlboro Team Roberts         | Yamaha        | Yamaha YZR500                | 19             | John Kocinski         | alle              |
| Marlboro Team Roberts         | Yamaha        | Yamaha YZR500                | 46             | Robbie Petersen       | 3                 |
| Marlboro Team Roberts         | Yamaha        | Yamaha YZR500                | 97             | Rich Oliver           | 3                 |
| Team Roberts Yamaha           | Yamaha        | Yamaha YZR500                | 9              | Kevin Magee           | 15                |
| Castrol Yamaha / Team Roberts | Yamaha        | Yamaha YZR500                | 4              | Niall Mackenzie       | 11                |
| Team Roberts Yamaha / Castrol | Yamaha        | Yamaha YZR500                | 21             | Doug Chandler         | alle              |
| Rothmans Honda                | Honda         | Honda NSR 500                | 3              | Mick Doohan           | alle              |
| Rothmans Honda                | Honda         | Honda NSR 500                | 5              | Wayne Gardner         | 1–4, 6–15         |
| Yamaha Sonauto Mobil 1        | Yamaha        | Yamaha YZR500                | 4              | Niall Mackenzie       | 12, 14–15         |
| Yamaha Sonauto Mobil 1        | Yamaha        | Yamaha YZR500                | 8              | Jean-Philippe Ruggia  | 1–5, 8–12, 14–15  |
| Yamaha Sonauto Mobil 1        | Yamaha        | Yamaha YZR500                | 20             | Adrien Morillas       | 1–12, 14–15       |
| Ducados Yamaha                | Yamaha        | Yamaha YZR500                | 6              | Joan Garriga          | alle              |
| Cagiva                        | Cagiva        | Cagiva GP500 C591            | 7              | Eddie Lawson          | 1–13              |
| Cagiva                        | Cagiva        | Cagiva GP500 C591            | 11             | Marco Papa            | 7–8, 11–12, 14–15 |
| Cagiva                        | Cagiva        | Cagiva GP500 C591            | 12             | Alex Barros           | 1–3, 5, 9         |
| Cagiva                        | Cagiva        | Cagiva GP500 C591            | 33             | Raymond Roche         | 0 (10)            |
| Team Lucky Strike Suzuki      | Suzuki        | Suzuki RGV 500               | 9              | Kevin Magee           | 1–2               |
| Team Lucky Strike Suzuki      | Suzuki        | Suzuki RGV 500               | 27             | Didier de Radiguès    | alle              |
| Team Lucky Strike Suzuki      | Suzuki        | Suzuki RGV 500               | 34             | Kevin Schwantz        | 1–14              |
| Campsa Honda                  | Honda         | Honda NSR 500                | 10             | Sito Pons             | 1–3, 8–15         |
| Moto Club Milano / Team Papa  | Honda         | Honda NSR 500                | 11 18          | Marco Papa            | 4–5, 10           |
| Technotron                    | Honda         | Honda NSR 500                | 13             | Niggi Schmassmann     | 2–5, 8–11, 13,15  |
| Norton/JPS Racing             | Norton        | Norton RCW588                | 15             | Ron Haslam            | 11                |
| HEK-Bauwmachines              | Honda         | Honda NSR 500                | 16             | Cees Doorakkers       | alle              |
| Millar Racing                 | Yamaha        | Yamaha YZR500                | 17             | Eddie Laycock         | 1–9, 11–15        |
| Librenti Corse                | Suzuki Honda  | Suzuki RGV 500 Honda NSR 500 | 23             | Andy Leuthe           | 8, 11–14          |
| R.S. Rallye Sport             | Honda         | Honda NSR 500                | 24             | Helmut Schütz         | 9, 11–12          |
| R.S. Rallye Sport             | Honda         | Honda NSR 500                | 32 35 39       | Michael Rudroff       | 4–14              |
| Itohen                        | Yamaha        | Yamaha YZR500                | 25             | Tatsuro Arata         | 1                 |
| Pentax                        | Honda         | Honda NSR 500                | 28             | Shin’ichi Itō         | 1                 |
| Domina                        | Domina        | unbekannt                    | 29             | Larry Moreno Vacondio | 0 (5, 12)         |
| MT Racing                     | Honda         | Honda NSR 500                | 30             | Martin Trösch         | 13                |
| Team Paton                    | Paton         | Paton V115 500               | 30 37 38 39    | Michele Valdo         | 10–12             |
| Roton                         | Roton         | Norton RCW588                | 31             | Steve Spray           | 2                 |
| unbekannt                     | Honda         | Honda NSR 500                | 31 36          | Romolo Balbi          | 5, 12             |
| Doppler Racing                | Yamaha Honda  | Yamaha YZR500 Honda NSR 500  | 33 35 36 37 38 | Sepp Doppler          | 8, 10–13, 15      |
| Kirin Mets                    | Yamaha        | Yamaha YZR500                | 35             | Norihiko Fujiwara     | 1                 |
| Bimota Experience             | Bimota Suzuki | unbekannt Suzuki RGV 500     | 35 37          | Vittorio Scatola      | unbekannt         |
| Romero Racing Team            | Yamaha        | Yamaha YZR500                | 35 36 38 40    | Hans Becker           | 4–6, 8–15         |
| Ajinomoto                     | Honda         | Honda NSR 500                | 36             | Hikaru Miyagi         | 1                 |
| Ajinomoto                     | Honda         | Honda NSR 500                | 41             | Ken’ichirō Iwahashi   | 1                 |
| Padgett’s Racing Team         | Suzuki        | Suzuki RGV 500               | 36 37 39       | Simon Buckmaster      | 5–6, 8–10, 12–13  |
| Nescafé                       | Yamaha        | Yamaha YZR500                | 37             | Kunio Machii          | 1                 |
| S.R.T.                        | Suzuki        | Suzuki RGV 500               | 38             | Osamu Hiwatashi       | 1                 |
| S.R.T.                        | Suzuki        | Suzuki RGV 500               | 40             | Satoshi Tsujimoto     | 1                 |
| Camel                         | Yamaha        | Yamaha YZR500                | 39             | Keiji Ohishi          | 1                 |
| Y.R.T.R.                      | Yamaha        | Yamaha YZR500                | 44             | Tadahiko Taira        | 1                 |
| YMO                           | Yamaha        | Yamaha YZR500                | 45             | Toshihiko Honma       | 1                 |
| Hayashi                       | Yamaha        | Yamaha YZR500                | 46             | Peter Goddard         | 1                 |
| Vogt                          | unbekannt     | unbekannt                    | 50             | Vincenzo Cascino      | 0 (13)            |
| Quelle:                       |               |                              |                |                       |                   |

| Legende         |
| --------------- |
| Stammfahrer     |
| Wildcard-Fahrer |
| Ersatzfahrer    |

### Rennergebnisse
|    | Datum  | Rennen                  | Strecke       | Platz 1        | Platz 2        | Platz 3        | Pole-Position  | Schn. Rennrunde |
| -- | ------ | ----------------------- | ------------- | -------------- | -------------- | -------------- | -------------- | --------------- |
| 1  | 24.03. | GP von Japan            | Suzuka        | Kevin Schwantz | Mick Doohan    | Wayne Rainey   | Kevin Schwantz | John Kocinski   |
| 2  | 07.04. | GP von Australien       | Eastern Creek | Wayne Rainey   | Mick Doohan    | John Kocinski  | Wayne Rainey   | Wayne Rainey    |
| 3  | 21.04. | GP der USA              | Laguna Seca   | Wayne Rainey   | Mick Doohan    | Kevin Schwantz | Wayne Rainey   | Wayne Rainey    |
| 4  | 12.05. | GP von Spanien          | Jerez         | Mick Doohan    | John Kocinski  | Wayne Rainey   | Wayne Rainey   | Wayne Rainey    |
| 5  | 19.05. | GP von Italien          | Misano        | Mick Doohan    | John Kocinski  | Eddie Lawson   | Wayne Rainey   | Wayne Rainey    |
| 6  | 26.05. | GP von Deutschland      | Hockenheim    | Kevin Schwantz | Wayne Rainey   | Mick Doohan    | Mick Doohan    | Kevin Schwantz  |
| 7  | 09.06. | GP von Österreich       | Salzburgring  | Mick Doohan    | Wayne Rainey   | Kevin Schwantz | Mick Doohan    | Wayne Rainey    |
| 8  | 16.06. | GP von Europa           | Jarama        | Wayne Rainey   | Mick Doohan    | Wayne Gardner  | Kevin Schwantz | Wayne Rainey    |
| 9  | 29.06. | 61. Dutch TT            | Assen         | Kevin Schwantz | Wayne Rainey   | Wayne Gardner  | Kevin Schwantz | Kevin Schwantz  |
| 10 | 21.07. | GP von Frankreich       | Le Castellet  | Wayne Rainey   | Mick Doohan    | Eddie Lawson   | Wayne Rainey   | Wayne Rainey    |
| 11 | 04.08. | GP von Großbritannien   | Donington     | Kevin Schwantz | Wayne Rainey   | Mick Doohan    | Kevin Schwantz | Kevin Schwantz  |
| 12 | 18.08. | GP von San Marino       | Mugello       | Wayne Rainey   | Kevin Schwantz | Mick Doohan    | Kevin Schwantz | Kevin Schwantz  |
| 13 | 25.08. | GP der Tschechoslowakei | Brünn         | Wayne Rainey   | Mick Doohan    | John Kocinski  | Wayne Rainey   | Wayne Rainey    |
| 14 | 08.09. | GP von Le Mans          | Le Mans       | Kevin Schwantz | Mick Doohan    | Wayne Rainey   | John Kocinski  | Mick Doohan     |
| 15 | 29.09. | GP von Malaysia         | Shah Alam     | John Kocinski  | Wayne Gardner  | Mick Doohan    | John Kocinski  | John Kocinski   |

### Fahrerwertung
| 1  | Wayne Rainey         | Yamaha         | 233 (240) |
| 2  | Mick Doohan          | Honda          | 224 (239) |
| 3  | Kevin Schwantz       | Suzuki         | 204       |
| 4  | John Kocinski        | Yamaha         | 161       |
| 5  | Wayne Gardner        | Honda          | 161 (167) |
| 6  | Eddie Lawson         | Cagiva         | 126       |
| 7  | Joan Garriga         | Yamaha         | 121 (125) |
| 8  | Didier de Radiguès   | Suzuki         | 105 (107) |
| 9  | Doug Chandler        | Yamaha         | 85        |
| 10 | Jean-Philippe Ruggia | Yamaha         | 79        |
| 11 | Adrien Morillas      | Yamaha         | 71        |
| 12 | Eddie Laycock        | Yamaha         | 56        |
| 13 | Alex Barros          | Cagiva         | 46        |
| 14 | Sito Pons            | Honda          | 40        |
| 15 | Cees Doorakkers      | Honda          | 40        |
| 16 | Marco Papa           | Honda / Cagiva | 36        |
| 17 | Niall Mackenzie      | Yamaha         | 35        |

| 18 | Michael Rudroff     | Honda                   | 26 |
| 19 | Kevin Magee         | Suzuki / Yamaha         | 19 |
| 20 | Hans Becker         | Yamaha                  | 13 |
| 21 | Ken’ichirō Iwahashi | Honda                   | 7  |
| 22 | Simon Buckmaster    | Suzuki / Honda          | 6  |
| 23 | Richard Oliver      | Yamaha                  | 5  |
| 24 | Niggi Schmassmann   | Honda                   | 5  |
| 25 | Robbie Petersen     | Yamaha                  | 4  |
|    | Ron Haslam          | Norton                  | 4  |
| 27 | Sepp Doppler        | Honda                   | 4  |
| 28 | Romolo Balbi        | Honda                   | 3  |
| 29 | Andy Leuthe         | Suzuki / Leuthe / Honda | 3  |
| 30 | Peter Goddard       | Yamaha                  | 1  |
|    | Steve Spray         | Roton                   | 1  |

(Punkte in Klammern inklusive Streichresultate)

### Konstrukteurswertung
| 1 | Yamaha | 272 |
| 2 | Honda  | 256 |
| 3 | Suzuki | 220 |
| 4 | Cagiva | 130 |
| 5 | Norton | 5   |

## 250-cm³-Klasse

### Rennergebnisse
|    | Datum  | Rennen                  | Strecke       | Platz 1             | Platz 2          | Platz 3             | Pole-Position       | Schn. Rennrunde |
| -- | ------ | ----------------------- | ------------- | ------------------- | ---------------- | ------------------- | ------------------- | --------------- |
| 1  | 24.03. | GP von Japan            | Suzuka        | Luca Cadalora       | Carlos Cardús    | Wilco Zeelenberg    | Wilco Zeelenberg    | Luca Cadalora   |
| 2  | 07.04. | GP von Australien       | Eastern Creek | Luca Cadalora       | Helmut Bradl     | Carlos Cardús       | Luca Cadalora       | Luca Cadalora   |
| 3  | 21.04. | GP der USA              | Laguna Seca   | Luca Cadalora       | Wilco Zeelenberg | Loris Reggiani      | Luca Cadalora       | Luca Cadalora   |
| 4  | 12.05. | GP von Spanien          | Jerez         | Helmut Bradl        | Luca Cadalora    | Loris Reggiani      | Helmut Bradl        | Helmut Bradl    |
| 5  | 19.05. | GP von Italien          | Misano        | Luca Cadalora       | Helmut Bradl     | Pierfrancesco Chili | Helmut Bradl        | Luca Cadalora   |
| 6  | 26.05. | GP von Deutschland      | Hockenheim    | Helmut Bradl        | Carlos Cardús    | Wilco Zeelenberg    | Helmut Bradl        | Helmut Bradl    |
| 7  | 09.06. | GP von Österreich       | Salzburgring  | Helmut Bradl        | Carlos Cardús    | Wilco Zeelenberg    | Helmut Bradl        | Carlos Cardús   |
| 8  | 16.06. | GP von Europa           | Jarama        | Luca Cadalora       | Helmut Bradl     | Carlos Cardús       | Luca Cadalora       | Luca Cadalora   |
| 9  | 29.06. | 61. Dutch TT            | Assen         | Pierfrancesco Chili | Luca Cadalora    | Wilco Zeelenberg    | Pierfrancesco Chili | Luca Cadalora   |
| 10 | 21.07. | GP von Frankreich       | Le Castellet  | Loris Reggiani      | Helmut Bradl     | Carlos Cardús       | Helmut Bradl        | Loris Reggiani  |
| 11 | 04.08. | GP von Großbritannien   | Donington     | Luca Cadalora       | Carlos Cardús    | Helmut Bradl        | Loris Reggiani      | Loris Reggiani  |
| 12 | 18.08. | GP von San Marino       | Mugello       | Luca Cadalora       | Carlos Cardús    | Loris Reggiani      | Helmut Bradl        | Luca Cadalora   |
| 13 | 25.08. | GP der Tschechoslowakei | Brünn         | Helmut Bradl        | Carlos Cardús    | Luca Cadalora       | Helmut Bradl        | Helmut Bradl    |
| 14 | 08.09. | GP von Le Mans          | Le Mans       | Helmut Bradl        | Carlos Cardús    | Luca Cadalora       | Luca Cadalora       | Helmut Bradl    |
| 15 | 29.09. | GP von Malaysia         | Shah Alam     | Luca Cadalora       | Carlos Cardús    | Helmut Bradl        | Carlos Cardús       | Luca Cadalora   |

### Fahrerwertung
| 1  | Luca Cadalora       | Honda   | 237 (259) |
| 2  | Helmut Bradl        | Honda   | 220 (228) |
| 3  | Carlos Cardús       | Honda   | 205 (225) |
| 4  | Wilco Zeelenberg    | Honda   | 158       |
| 5  | Masahiro Shimizu    | Honda   | 142       |
| 6  | Loris Reggiani      | Aprilia | 128       |
| 7  | Pierfrancesco Chili | Aprilia | 107       |
| 8  | Jochen Schmid       | Honda   | 96        |
| 9  | Martin Wimmer       | Suzuki  | 89        |
| 10 | Paolo Casoli        | Yamaha  | 65        |
| 11 | Andreas Preining    | Aprilia | 60        |
| 12 | Jean-Pierre Jeandat | Honda   | 59        |
| 13 | Àlex Crivillé       | Honda   | 51        |
| 14 | Carlos Lavado       | Yamaha  | 34        |
| 15 | Doriano Romboni     | Honda   | 32        |
| 16 | Alberto Puig        | Yamaha  | 28        |
| 17 | Stefan Prein        | Honda   | 28        |
| 18 | Harald Eckl         | Aprilia | 22        |
| 19 | Katsuyoshi Kozono   | Honda   | 20        |
| 20 | Renzo Colleoni      | Aprilia | 19        |
| 21 | Bernard Haenggeli   | Aprilia | 15        |
| 22 | Masumitsu Taguchi   | Honda   | 13        |

| 23 | Nobuatsu Aoki             | Honda            | 11 |
| 24 | Tetsuya Harada            | Yamaha           | 10 |
| 25 | Herri Torrontegui         | Aprilia / Suzuki | 8  |
| 26 | Erkka Korpiaho            | Aprilia          | 8  |
| 27 | Max Biaggi                | Aprilia          | 7  |
| 28 | Tsumoto Udagawa           | Honda            | 6  |
| 29 | Marcellino Lucchi         | Aprilia          | 5  |
| 30 | Kyoji Nanba               | Yamaha           | 4  |
|    | Dominique Sarron          | Yamaha           | 4  |
|    | José Barresi              | Yamaha           | 4  |
| 33 | Frédéric Protat           | Aprilia          | 4  |
| 34 | Urs Jücker                | Yamaha           | 4  |
| 35 | Leon van der Heijden      | Honda            | 3  |
| 36 | Patrick van den Goorbergh | Yamaha           | 3  |
| 37 | Jürgen van den Goorbergh  | Aprilia          | 2  |
| 38 | Toshiyuki Arakaki         | Honda            | 1  |
|    | Kevin Mitchell            | Yamaha           | 1  |
|    | Corrado Catalano          | Honda            | 1  |
|    | Bernd Kassner             | Yamaha / Aprilia | 1  |

(Punkte in Klammern inklusive Streichresultate)

### Konstrukteurswertung
| 1 | Honda    | 294 |
| 2 | Aprilia  | 189 |
| 3 | Yamaha   | 104 |
| 4 | Suzuki   | 90  |
| 5 | JJ Cobas | 51  |

## 125-cm³-Klasse

### Rennergebnisse
|    | Datum  | Rennen                  | Strecke       | Platz 1             | Platz 2         | Platz 3             | Pole-Position   | Schn. Rennrunde |
| -- | ------ | ----------------------- | ------------- | ------------------- | --------------- | ------------------- | --------------- | --------------- |
| 1  | 24.03. | GP von Japan            | Suzuka        | Noboru Ueda         | Fausto Gresini  | Loris Capirossi     | Noboru Ueda     | Noboru Ueda     |
| 2  | 07.04. | GP von Australien       | Eastern Creek | Loris Capirossi     | Fausto Gresini  | Noboru Ueda         | Loris Capirossi | Loris Capirossi |
| 3  | 12.05. | GP von Spanien          | Jerez         | Noboru Ueda         | Fausto Gresini  | Loris Capirossi     | Noboru Ueda     | Ezio Gianola    |
| 4  | 19.05. | GP von Italien          | Misano        | Fausto Gresini      | Loris Capirossi | Alessandro Gramigni | Fausto Gresini  | Fausto Gresini  |
| 5  | 26.05. | GP von Deutschland      | Hockenheim    | Ralf Waldmann       | Loris Capirossi | Heinz Lüthi         | Loris Capirossi | Loris Capirossi |
| 6  | 09.06. | GP von Österreich       | Salzburgring  | Fausto Gresini      | Ralf Waldmann   | Noboru Ueda         | Ralf Waldmann   | Jorge Martínez  |
| 7  | 16.06. | GP von Europa           | Jarama        | Loris Capirossi     | Fausto Gresini  | Peter Öttl          | Ezio Gianola    | Loris Capirossi |
| 8  | 29.06. | 61. Dutch TT            | Assen         | Ralf Waldmann       | Loris Capirossi | Alessandro Gramigni | Loris Capirossi | Ralf Waldmann   |
| 9  | 21.07. | GP von Frankreich       | Le Castellet  | Loris Capirossi     | Ralf Waldmann   | Fausto Gresini      | Noboru Ueda     | Ralf Waldmann   |
| 10 | 04.08. | GP von Großbritannien   | Donington     | Loris Capirossi     | Fausto Gresini  | Peter Öttl          | Loris Capirossi | Loris Capirossi |
| 11 | 18.08. | GP von San Marino       | Mugello       | Peter Öttl          | Loris Capirossi | Fausto Gresini      | Noboru Ueda     | Peter Öttl      |
| 12 | 25.08. | GP der Tschechoslowakei | Brünn         | Alessandro Gramigni | Loris Capirossi | Gabriele Debbia     | Loris Capirossi | Kazuto Sakata   |
| 13 | 29.09. | GP von Malaysia         | Shah Alam     | Loris Capirossi     | Kazuto Sakata   | Noboyuki Wakai      | Kazuto Sakata   | Noboyuki Wakai  |

### Fahrerwertung
| 1  | Loris Capirossi     | Honda                  | 200 (225) |
| 2  | Fausto Gresini      | Honda                  | 181 (191) |
| 3  | Ralf Waldmann       | Honda                  | 141       |
| 4  | Gabriele Debbia     | Aprilia                | 111       |
| 5  | Noboru Ueda         | Honda                  | 105       |
| 6  | Jorge Martínez      | JJ Cobas-Honda / Honda | 99        |
| 7  | Alessandro Gramigni | Aprilia                | 90        |
| 8  | Dirk Raudies        | Honda                  | 81        |
| 9  | Peter Öttl          | Bakker-Rotax           | 67        |
| 10 | Noboyuki Wakai      | Honda                  | 60        |
| 11 | Heinz Lüthi         | Honda                  | 56        |
| 12 | Adi Stadler         | JJ Cobas-Rotax         | 56        |
| 13 | Kazuto Sakata       | Honda                  | 55        |
| 14 | Hans Spaan          | Honda                  | 54        |
| 15 | Bruno Casanova      | Honda                  | 45        |
| 16 | Ezio Gianola        | Derbi                  | 32        |
| 17 | Kohji Takada        | Honda                  | 28        |
| 18 | Maurizio Vitali     | Gazzaniga              | 27        |
| 19 | Hisashi Unemoto     | Honda                  | 15        |
| 20 | Kin'ya Wada         | Honda                  | 14        |

| 21 | Masato Shima       | Honda                  | 13 |
| 22 | Luis Alvaro        | Derbi                  | 13 |
| 23 | Oliver Petrucciani | Aprilia                | 13 |
| 24 | Herri Torrontegui  | Honda / JJ Cobas-Honda | 12 |
| 25 | Antonio Sánchez    | JJ Cobas-Rotax         | 12 |
| 26 | Gimmi Bosio        | Honda                  | 12 |
| 27 | Julián Miralles    | JJ Cobas-Rotax         | 10 |
| 28 | Alfred Waibel      | Honda                  | 9  |
| 29 | Akira Saitō        | Honda                  | 8  |
| 30 | Souichiro Satoh    | Honda                  | 7  |
| 31 | Carlos Giró jr.    | JJ Cobas-Rotax         | 7  |
| 32 | Arie Molenaar      | Honda                  | 7  |
| 33 | Manuel Herreros    | JJ Cobas-Rotax         | 6  |
| 34 | Ian McConnachie    | Honda                  | 5  |
| 35 | Steve Patrickson   | Honda                  | 5  |
| 36 | Johnny Wickström   | JJ Cobas-Rotax         | 5  |
| 37 | Yousuke Yamakawa   | Honda                  | 3  |
| 38 | Peter Galvin       | Honda                  | 2  |
| 39 | Alain Bronec       | Honda                  | 2  |

(Punkte in Klammern inklusive Streichresultate)

### Konstrukteurswertung
| 1 | Honda     | 225 |
| 2 | Aprilia   | 142 |
| 3 | JJ Cobas  | 97  |
| 4 | Rotax     | 67  |
| 5 | Derbi     | 45  |
| 6 | Gazzaniga | 27  |

## Gespanne (500 cm³)

### Rennergebnisse
|    | Datum  | Rennen                  | Strecke      | Platz 1                        | Platz 2                       | Platz 3                         | Pole-Position                 | Schn. Rennrunde                |
| -- | ------ | ----------------------- | ------------ | ------------------------------ | ----------------------------- | ------------------------------- | ----------------------------- | ------------------------------ |
| 1  | 21.04. | GP der USA              | Laguna Seca  | Steve Webster / Gavin Simmons  | Alain Michel / Simon Birchall | Darren Dixon / Sean Dixon       | Alain Michel / Simon Birchall | Alain Michel / Simon Birchall  |
| 2  | 12.05. | GP von Spanien          | Jerez        | Alain Michel / Simon Birchall  | Paul Güdel / Charly Güdel     | Steve Abbott / Shaun Smith      | Alain Michel / Simon Birchall | Steve Webster / Gavin Simmons  |
| 3  | 19.05. | GP von Italien          | Misano       | Steve Webster / Gavin Simmons  | Egbert Streuer / Pete Essaf   | Paul Güdel / Charly Güdel       | Rolf Biland / Kurt Waltisperg | Steve Webster / Gavin Simmons  |
| 4  | 26.05. | GP von Deutschland      | Hockenheim   | Ralph Bohnhorst / Bruno Hiller | Alain Michel / Simon Birchall | Rolf Biland / Kurt Waltisperg   | Steve Webster / Gavin Simmons | Egbert Streuer / Pete Essaf    |
| 5  | 09.06. | GP von Österreich       | Salzburgring | Steve Webster / Gavin Simmons  | Rolf Biland / Kurt Waltisperg | Masato Kumano / Eckart Rösinger | Steve Webster / Gavin Simmons | Ralph Bohnhorst / Bruno Hiller |
| 6  | 16.06. | GP von Europa           | Jarama       | Steve Webster / Gavin Simmons  | Alain Michel / Simon Birchall | Steve Abbott / Shaun Smith      | Steve Webster / Gavin Simmons | Rolf Biland / Kurt Waltisperg  |
| 7  | 29.06. | 61. Dutch TT            | Assen        | Egbert Streuer / Peter Brown   | Rolf Biland / Kurt Waltisperg | Paul Güdel / Charly Güdel       | Steve Webster / Gavin Simmons | Egbert Streuer / Peter Brown   |
| 8  | 21.07. | GP von Frankreich       | Le Castellet | Rolf Biland / Kurt Waltisperg  | Steve Webster / Gavin Simmons | Alain Michel / Simon Birchall   | Steve Webster / Gavin Simmons | Rolf Biland / Kurt Waltisperg  |
| 9  | 04.08. | GP von Großbritannien   | Donington    | Rolf Biland / Kurt Waltisperg  | Steve Webster / Gavin Simmons | Egbert Streuer / Peter Brown    | Rolf Biland / Kurt Waltisperg | Steve Webster / Gavin Simmons  |
| 10 | 18.08. | GP von San Marino       | Mugello      | Alain Michel / Simon Birchall  | Steve Webster / Gavin Simmons | Markus Egloff / Urs Egloff      | Steve Webster / Gavin Simmons | Rolf Biland / Kurt Waltisperg  |
| 11 | 25.08. | GP der Tschechoslowakei | Brünn        | Rolf Biland / Kurt Waltisperg  | Egbert Streuer / Peter Brown  | Steve Webster / Gavin Simmons   | Egbert Streuer / Peter Brown  | Egbert Streuer / Peter Brown   |
| 12 | 08.09. | GP von Le Mans          | Le Mans      | Rolf Biland / Kurt Waltisperg  | Alain Michel / Simon Birchall | Steve Webster / Gavin Simmons   | Rolf Biland / Kurt Waltisperg | Alain Michel / Simon Birchall  |

### Fahrerwertung
| 1  | Steve Webster      | Gavin Simmons                                              | LCR-Krauser | 181 |
| 2  | Rolf Biland        | Kurt Waltisperg                                            | LCR-Honda   | 168 |
| 3  | Egbert Streuer     | Pete Essaf bzw. Peter Brown                                | LCR-Krauser | 134 |
| 4  | Alain Michel       | Simon Birchall                                             | LCR-Krauser | 129 |
| 5  | Ralph Bohnhorst    | Bruno Hiller bzw. Geral de Haas                            | LCR-Krauser | 116 |
| 6  | Paul Güdel         | Charly Güdel bzw. Thomas Böttcher                          | LCR-Krauser | 107 |
| 7  | Masato Kumano      | Eckart Rösinger                                            | LCR-Yamaha  | 100 |
| 8  | Steve Abbott       | Shaun Smith                                                | LCR-Krauser | 82  |
| 9  | Markus Egloff      | Urs Egloff                                                 | SMS-Krauser | 68  |
| 10 | Yoshisada Kumagaya | Brian Houghton                                             | LCR-Krauser | 66  |
| 11 | Darren Dixon       | Sean Dixon                                                 | LCR-Krauser | 64  |
| 12 | Barry Brindley     | Graham Rose (†) bzw. Trevor Hopkinson bzw. Scott Whiteside | LCR-Krauser | 57  |
| 13 | Theo van Kempen    | Jan Kuyt bzw. Geral de Haas                                | LCR-Krauser | 55  |
| 14 | Tony Wyssen        | Kilian Wyssen bzw. Geral de Haas                           | LCR-Krauser | 51  |
| 15 | Klaus Klaffenböck  | Christian Parzer                                           | LCR-Yamaha  | 39  |
| 16 | René Progin        | Ivan Hunziker bzw. Gary Irlam                              | LCR-Krauser | 37  |
| 17 | Markus Bösiger     | Peter Markwalder bzw. Peter Höss                           | LCR-Krauser | 25  |
| 18 | Werner Kraus       | Thomas Schröder                                            | Busch-ADM   | 25  |
| 19 | Derek Brindley     | Nick Roche bzw. Alan Langton                               | LCR-Krauser | 24  |
| 20 | Alfred Zurbrügg    | Martin Zurbrügg                                            | LCR-Yamaha  | 10  |
| 21 | Tony Baker         | Simon Prior                                                | LCR-Krauser | 10  |
| 22 | Gary Thomas        | Michel van Puyvelde bzw. Rinie Bettgens bzw. Tony Strevens | LCR-Krauser | 5   |
|    | Barry Smith        | David Smith bzw. Trevor Hopkinson                          | Windle-ADM  | 5   |
| 24 | Frank Voigt        | Holger Voigt                                               | LCR-Krauser | 4   |
| 25 | Kenny Howles       | Alan Langton bzw. Mugnari                                  | LCR-Krauser | 2   |
| 26 | Yvan Nigrowsky     | Alain-Robert Barillon bzw. Jacques Corbier                 | LCR-Krauser | 2   |
| 27 | Rob Fisher         | Trevor Crone                                               | LCR-Krauser | 1   |
| 28 | Hans Hügli         | Adolf Hänni                                                | LCR-Yamaha  | 1   |

## Verweise